# 阿山拜克·吐尔地
阿山拜克·吐尔地（1945年10月—）柯尔克孜族，新疆乌恰人，中华人民共和国政治人物。

## 生平
1962年9月至1964年9月，在新疆维吾尔自治区克孜勒苏柯尔克孜自治州师范学校师范专业学习。1964年9月毕业取得中专学历并参加工作。1964年9月至1971年4月，任新疆维吾尔自治区克孜勒苏柯尔克孜自治州人民政府文教科干事。1971年4月至1980年10月，任新疆维吾尔自治区乌恰县卫东公社革委会主任。1974年8月加入中国共产党。1980年10月至1987年7月，历任新疆维吾尔自治区乌恰县教育局副局长、局长（其间，1982年9月至1983年7月在中央民族学院干训部学习）。1987年7月至1990年12月，任中共新疆维吾尔自治区乌恰县委常委、县长。1990年12月至1992年6月，任中共新疆维吾尔自治区克孜勒苏柯尔克孜自治州委常委、纪委书记。1992年6月至1993年4月，任中共新疆维吾尔自治区克孜勒苏柯尔克孜自治州委常委、副州长、代州长。1993年4月至1998年2月，任新疆维吾尔自治区克孜勒苏柯尔克孜自治州委副书记、州长。1998年2月至2001年1月，任新疆维吾尔自治区克孜勒苏柯尔克孜自治州委副书记、州人大常委会主任。2001年1月至2003年1月，任新疆维吾尔自治区第九届人大常委会副主任。2003年1月起，任新疆维吾尔自治区第十届人大常委会副主任。
同时他还担任中共新疆维吾尔自治区人大常委会党组成员。2008年，不再担任新疆维吾尔自治区人大常委会副主任、党组成员。